# Miami Matadors
Die Miami Matadors waren eine US-amerikanische Eishockeymannschaft in Miami, Florida. Das Team spielte in der Saison 1998/99 in der East Coast Hockey League.

## Geschichte
Die Louisville River Frogs aus der East Coast Hockey League wurden drei Jahre nach ihrer Gründung im Anschluss an die Saison 1997/98 nach Miami, Florida, umgesiedelt und in Miami Matadors umbenannt. Dort wurde das Franchise ein Farmteam der Florida Panthers aus der National Hockey League. Die Matadors spielten während ihrer einzigen Spielzeit, der Saison 1998/99, in der sie als siebter der Southeast Division die Playoffs um den Kelly Cup verpassten, in der deutlich überdimensionierten Miami Arena. Da diese eine Zuschauerkapazität von 14.823 hatte, beschloss das Management der Matadors bei Heimspielen nur den Unterrang zu öffnen, was die Kapazität auf 6.351 Zuschauer verringerte. Doch auch mit der verringerten Kapazität war nicht ein einziges Heimspiel der gesamten Saison ausverkauft. Daher entschloss man sich die letzten beiden Heimspiele in der Germain Arena in Estero, Florida, auszutragen.
Nachdem das Franchise zwei Jahre inaktiv war, verkauften die ehemaligen Besitzer die ECHL-Lizenz an die Cincinnati Cyclones aus der aufgelösten International Hockey League.

## Saisonstatistik
Abkürzungen: GP = Spiele, W = Siege, L = Niederlagen, T = Unentschieden, OTL = Niederlagen nach Overtime SOL = Niederlagen nach Shootout, Pts = Punkte, GF = Erzielte Tore, GA = Gegentore, PIM = Strafminuten
| Saison  | GP | W  | L  | T | OTL | SOL | Pts | GF  | GA  | Platz         | Playoffs           |
| 1998/99 | 70 | 28 | 32 | — | —   | 10  | 66  | 208 | 266 | 7., Southeast | nicht qualifiziert |

## Team-Rekorde

### Karriererekorde
Spiele: 70  Chris Rowland,  Michael Flynn
Tore: 28  Greg Clancy
Assists: 50  Michael Flynn
Punkte: 70  Michael Flynn
Strafminuten: 264  Chris Rowland

## Bekannte Spieler
- Lance Ward